# The X Factor (Storbritannien, sæson 1)
Den første sæson af The X Factor. Værten af The X Factor var Kate Thornton, mens Ben Shephard var værten af The Xtra Factor. Dommerne var Louis Walsh, Sharon Osbourne og Simon Cowell. Vinderen var Steve Brookstein. 
Auditions var holdt i Dublin, Newcastle, London, Leeds, Birmingham og Glasgow. Efter auditions blev nummeret af deltagere skåret ned i hver kategori og hver dommer fik en af de tre kategorier. Louis Walsh fik grupperne, Sharon Osbourne fik dem fra 16-24 og Simon Cowell fik 25 og ældre.